# Steven Holl
Steven Holl (Bremerton, Washington, 9 de dezembro de 1947) é um arquiteto estadunidense.

## Vida
Holl obteve a graduação em 1970 na Universidade de Washington e abriu seu primeiro escritório em Nova Iorque em 1976, e desde 1981 é professor da Universidade Columbia.

## Construções e projetos

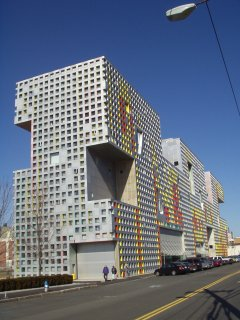
Simmons Hall 2003

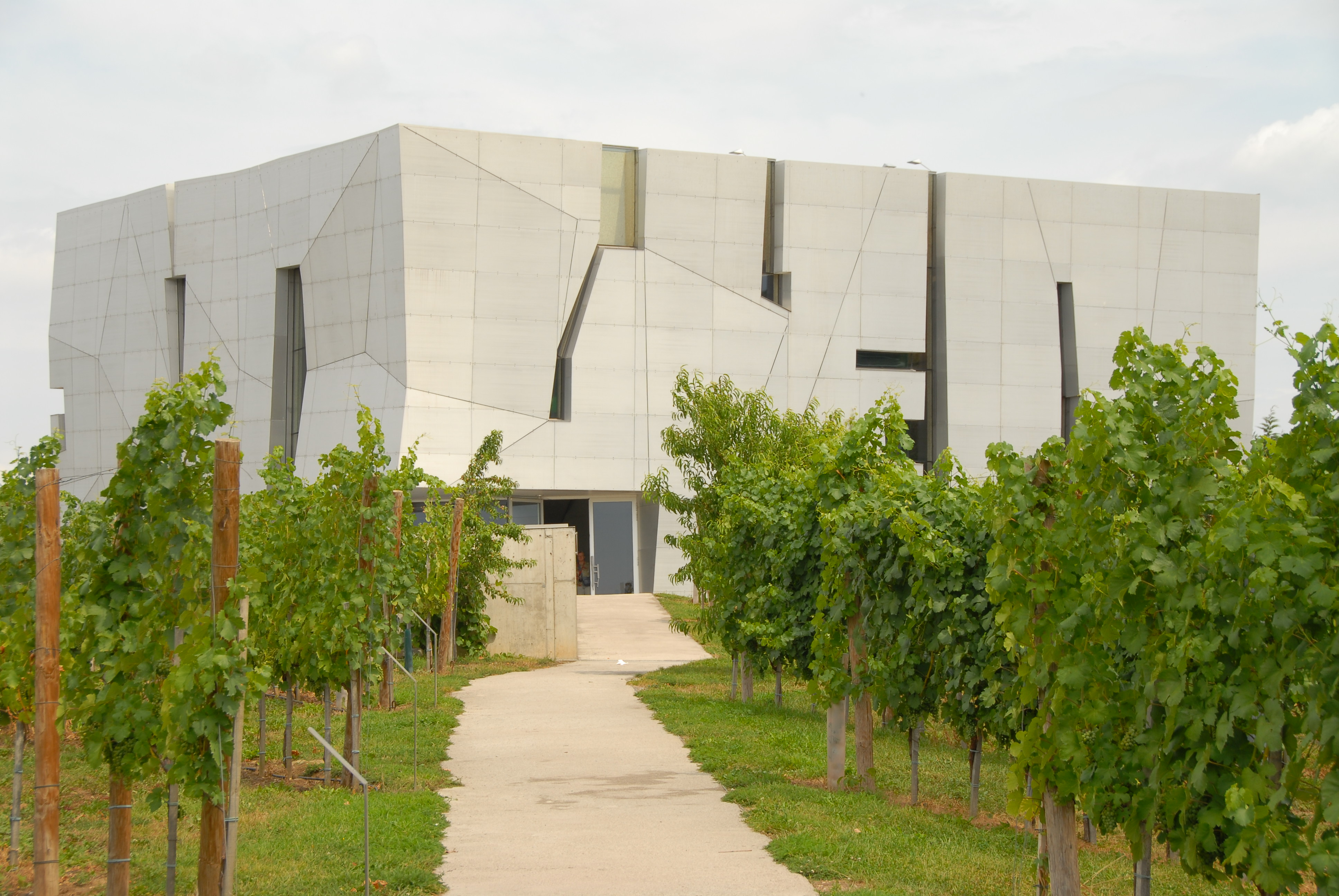
Loisium em Langenlois (Áustria)

- Cranbrook Institute of Science, Bloomfield Hills, Michigan
- Planar House (Cottle Residence), Paradise Valley, Arizona
- Turbulence House, Novo México
- Ampliação do Nelson-Atkins Museum of Art in Kansas City, Missouri
- St. Ignatius Church, Seattle, Washington
- Sarphatistraat Offices, Amsterdam, Países Baixos
- Bellevue Art Museum, Bellevue, Washington
- wine & spa resort Loisium Hotel, Langenlois, Áustria
- Dormitórios da graduação do Instituto de Tecnologia de Massachusetts
- WhitneyWaterworksPark and Water Treatment Facility in Hamden, Connecticut
- Natural History Museum do Condado de Los Angeles
- Modern MOMA, Shanghai
- Centro Knut Hamsun em Hamarøy (Nordland, Noruega)

## Condecorações
- Medalha Alvar Aalto 1998
- Medalha de Ouro da AIA 2012
- Praemium Imperiale 2014